# Focke-Wulf Fw 189

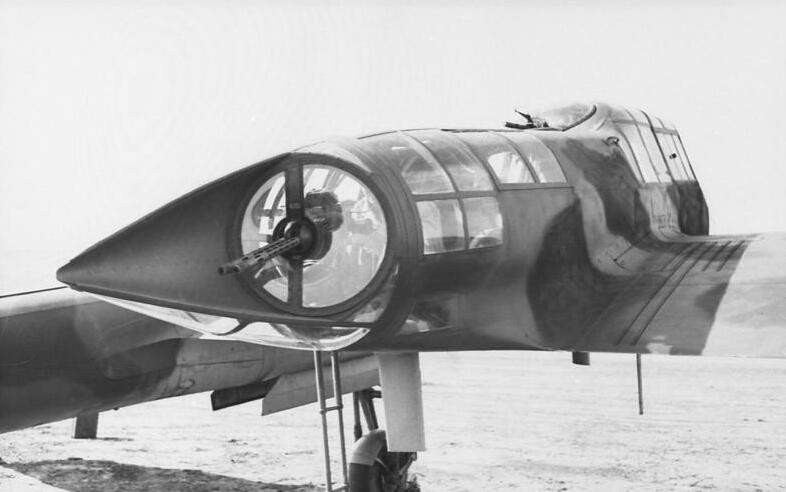
Achterzijde

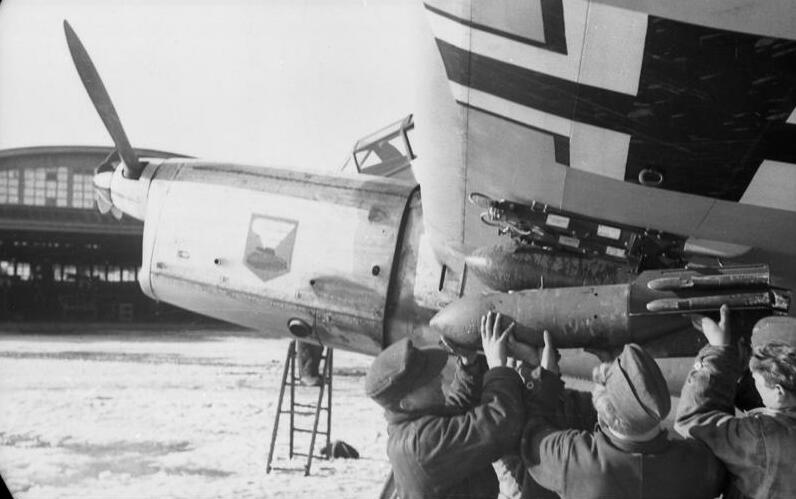
Een Fw 189 op een vliegveld in Rusland, januari 1943

Fw-189A-1

De Focke-Wulf Fw 189 Uhu (Duits voor Oehoe) is een Duits tactisch verkenningsvliegtuig, lichte bommenwerper, nachtjager en verbindingsvliegtuig gebouwd door Focke-Wulf. De Fw 189 vloog voor het eerst in juni 1938, waarna hij in 1940 in dienst kwam. Midden 1944 werd de productie gestaakt. Een totaal van 846 Fw 189’s is er geproduceerd. Eén Fw 189, de V7 + 1H, bestaat nu nog steeds en staat in Washington, in de Verenigde Staten.

## Ontwerp en ontwikkeling
In 1937 bracht het Reichsluftfahrtministerium (RLM), het Duitse ministerie voor luchtvaart, specificaties naar buiten voor een 1-motorig verkenningsvliegtuig met optimaal zicht. Arado was de gewenste aannemer. Toch ging Focke-Wulf werken aan een alternatief idee, dit mondde uit in de Fw 189. Deze had een dubbele staartboom, twee in Frankrijk gebouwde Argus As 410-motoren en een centrale gondel voor de bemanning. Naast de Fw 189 was ook de Blohm & Voss BV 141 een antwoord op het verzoek van het RLM. De BV 141 is nu vooral bekend om zijn asymmetrische vorm.
De Fw 189 kan gezien worden als een van de beste verkenningsvliegtuigen van de Tweede Wereldoorlog en werd dan ook in grote aantallen geproduceerd. Eerst gebeurde dat in de Bordeaux-Mérignac-vliegtuigfabriek (nu is die fabriek van Dassault Aviation) in bezet Frankrijk. Later werd de Fw 189 geproduceerd door Aero in Praag, in bezet Tsjecho-Slowakije.

## Operationele geschiedenis
Onder de naam "het vliegende oog" van het Duitse leger werd de Fw 189 met succes veel gebruikt aan het oostfront. Zijn Russische bijnaam was "Rama" (geraamte), refererend aan de bouw van het toestel. Ondanks zijn lage topsnelheid en fragiele uiterlijk, maakte de manoeuvreerbaarheid de Fw 189 een moeilijk doel voor aanvallende Russische jachtvliegtuigen. Bij een aanval kon de Fw 189 zijn aanvallers ontlopen door in een heel strakke cirkel te draaien, waardoor de aanvallers de Fw 189 niet konden volgen. Zijn robuustheid werd getoond toen een van de twee staarten er af was geschoten en de Fw 189 terugkeerde naar de basis.

## Versies
- Fw 189 V2
- Fw 189 V3
- Fw 189 A-0
- Fw 189 A-1
- Fw 189 A-1 Trop
- Fw 189 A-1/U-2
- Fw 189 A-1/U-3
- Fw 189 A-2
- Fw 189 A-3
- Fw 189 A-4
- Fw 189 B-0
- Fw 189 B-1
- Fw 189C
- Fw 189D
- Fw 189E
- Fw 189 F-1
- Fw 189 F-2

## Gebruikers
- Duitsland
- Hongarije
- Slowakije